# Cadi-Keuy FC
Cadi-Keuy FC – turecki klub piłkarski z siedzibą w dzielnicy Stambułu Kadıköy.

## Historia
Cadi-Keuy FC został założony w 1902 roku w Stambule z inicjatywy dwóch Brytyjczyków James La Fontaine i Horace Armitage. Łacińska litera "C" była na białej koszulce drużyny. 
W sezonie 1904/05 zespół debiutował w Istanbul Football League i zakończył rozgrywki na trzecim miejscu. W kolejnych dwóch sezonach zdobywał mistrzostwo ligi. W sezonie 1907/08 został wicemistrzem, a potem dwukrotnie był czwartym. W sezonie 1910/11 uplasował się na trzecim miejscu, a w 1911/12 na ostatnim 5. miejscu, po czym został rozwiązany.

## Sukcesy

### Trofea międzynarodowe
Nie uczestniczył w rozgrywkach europejskich (stan na 31-05-2014).

### Trofea krajowe
| \| \| Zdobyte trofea w rozgrywkach Turcji (stan na: 31-05-2014) \| |                                                           |      |          |
| Rozgrywki                                                          | Osiągnięcie                                               | Razy | Sezon(y) |
| · Mistrzostwo                                                      | I miejsce                                                 | 0    |          |
| · Mistrzostwo                                                      | II miejsce                                                | 0    |          |
| · Mistrzostwo                                                      | III miejsce                                               | 0    |          |
| Puchar                                                             | zdobywca                                                  | 0    |          |
| Puchar                                                             | finalista                                                 | 0    |          |
| II liga                                                            | I miejsce                                                 | 0    |          |
| II liga                                                            | II miejsce                                                | 0    |          |
| II liga                                                            | III miejsce                                               | 0    |          |
| Turcja                                                             | Zdobyte trofea w rozgrywkach Turcji (stan na: 31-05-2014) |      |          |

- Istanbul Football League
  - mistrz: 1905/06, 1906/07
  - wicemistrz: 1907/08
  - brązowy medalista: 1904/05, 1910/11

## Stadion
Klub rozgrywał swoje mecze domowe na stadionie Papazın Çayırı w Stambule, który obecnie może pomieścić 50,509 widzów.